# Farmerscher Abschwächer
Der Farmersche Abschwächer ist ein in der klassischen chemotechnischen Fotografie und Fotolithografie zum Abschwächen von Halbton- und Rasterfilmen verwendeter Bäderansatz. Er gilt als der zuverlässigste und in der Praxis am meisten verwendete Abschwächer.
Er besteht aus zwei Teillösungen:
- A: 50 g Kaliumferrizyanid (rotes Blutlaugensalz), gelöst in 1 Liter Wasser
- B: 100 g Natriumthiosulfat, gelöst in 1 Liter Wasser

A und B werden für die Anwendung zu gleichen Teilen zu einer Gebrauchslösung gemischt, die allerdings nur kurz haltbar ist. Die Wirkung beruht darauf, dass das metallische Bildsilber wieder zu Silberionen oxidiert wird. Dadurch wird die Schwärzung vermindert oder gegebenenfalls völlig eliminiert. Durch Zusatz von Soda kann die Haltbarkeit der Lösung wesentlich erhöht werden.
Dabei greift der Farmersche Abschwächer alle Teile des behandelten Bildes gleichmäßig an und erhöht dadurch gleichzeitig den Kontrast. Man kann diese Lösung natürlich auch selektiv auf einzelne Bildpartien anwenden, indem man sie mit dem Pinsel auf die entsprechenden Stellen aufträgt und das Bild bei Erreichen der gewünschten Abschwächung erneut wässert. Verbreitet war die Anwendung in der konventionellen Offsetreproduktion im Zusammenhang mit abzieh- oder abwaschbarem Abdecklack, mit dem die nicht zu verändernden Partien des Films geschützt wurden.
Neben dem bekannten Farmerschen Verfahren werden auch andere Chemikalien zum Abschwächen eingesetzt, wie beispielsweise Ammoniumperoxodisulfat.